# Jorge Ferrari-Hardoy
Jorge Ferrari-Hardoy (* 1914 in Buenos Aires; † 1977 ebenda) war ein argentinischer Architekt und Designer. Er prägte innerhalb des Werkbundes Austral Stadtplanung und Wohnungsbau im Großraum Buenos Aires und anderen Regionen Argentiniens.

## Leben
Ferrari-Hardoy studierte bis 1937 an der „Escuela de Arquitectura“ in Buenos Aires. Anschließend reiste er nach Europa und verbrachte mit seinem Studienkollegen Juan Kurchan einige Zeit in Paris. Inspiriert von Le Corbusier, der als Vertreter des CIAM ein besonderes Interesse an Lateinamerika besaß, wirkten beide am städtebaulichen Masterplan für Buenos Aires mit. Neben seiner Tätigkeit als Stadtplaner war Ferrari-Hardoy u. a. an den Regulierungsplänen von Mendoza und San Nicolás sowie 1944 an der Rekonstruktion der Stadt San Juan beteiligt. Von 1947 bis 1951 arbeitete er mit Jorge Vivanco, dem argentinischen Delegierten des CIAM. Zudem war Ferrari-Hardoy als Dozent an der „Escuela Industrial“ in La Plata, der „Escuela de Arquitectura y Urbanismo de la Universidad del Litoral“ und an der Universität von Buenos Aires tätig.

## Werke
Ferrari-Hardoy gehört zu der Generation argentinischer Architekten, die für die Ideen der Moderne eintraten. Als Gründungsmitglied der Architekturgruppe Austral setzte er gemeinsam mit Juan Kurchan und dem katalanischen Architekten Antoni Bonet die Arbeit der Komitees von CIAM fort.

### Grupo Austral
Austral entwickelte richtungweisende Projekte, diskutierte theoretische und praktische Aspekte zeitgenössischer Architektur und nahm an Ausstellungen, Wettbewerben und Kongressen teil. Zudem suchten die Mitglieder der Gruppe aktiv den Ideen- und Erfahrungsaustausch mit Architekten anderer Länder, gaben die Zeitschrift „Nosotros“ heraus, organisierten Kulturveranstaltungen und bezogen Maler, Bildhauer, Musiker, Fotografen, Ärzte, Soziologen und Pädagogen in ihre Arbeiten ein.
Ab 1937 wurde das Büro u. a. mit Planungen für eine Universitätsstadt auf dem Gelände des ehemaligen Hafens von Buenos Aires in Puerto Madero, Wohnbauten im sozial schwachen Südteil der Stadt und der Errichtung von Krankenhäusern, Sportstätten und Schulen im Umfeld der zentralen Avenida Corrientes beauftragt. Dabei legten Ferrari-Hardoy und Kollegen Wert auf die Verwendung zusammensetzbarer Industrieelemente, zudem setzten sie geschwungene Glasflächen und Sonnenblenden ein, wie es die »Ateliers« (1938) an der Straßenecke Suipacha und Paraguay beweisen. In den Folgejahren arbeitete Ferrari-Hardoy eng mit Juan Kurchan zusammen. So entwarfen beide von 1941 bis 1944 im Stadtbezirk Belgrano ein Wohnhaus, das durch einen in der Mitte des Komplexes eingepflanzten Baum weit über die Landesgrenzen berühmt wurde.

### „Fledermaussessel“ bzw. „Butterfly Chair“
Gemeinsam mit Bonet und Kurchan entwarf Ferrari-Hardoy 1938 den Loungesessel „BKF“, dessen Ursprungstitel sich aus den Anfangsbuchstaben seiner Schöpfer zusammensetzte. Er ist bis heute auch als „Fledermaussessel“ oder „Butterfly Chair“ bekannt. Die aus vier Kreuzungspunkten bestehende Struktur des Sessels beruht auf dem vom englischen Ingenieur Joseph Beverly Fenby im 19. Jahrhundert entworfenen Sessel Tripolina. Dieser vereinte Leder mit Metall und sollte die Verschmelzung von Kunsthandwerk und industrieller Fertigung propagieren.
Im Rahmen des dritten „Salon de Artistas Decoradores“, einer Einrichtungsmesse in Buenos Aires, wurde der „Butterfly Chair“ 1940 erstmals der Öffentlichkeit vorgestellt. Kurze Zeit später wurde er in die ständige Kollektion des Museum of Modern Art (MoMA, New York, 1941) aufgenommen. 1947 erwarb Knoll Associates Lizenzrechte zur Produktion des Sessels in den USA. Das mit der Herstellung durch einen renommierten Produzenten verbundene Aufsehen führte zu einem sprunghaften Anstieg nicht autorisierter Nachbauten, allein in den 1950er Jahren sollen über 5 Millionen „Butterfly Chairs“ hergestellt worden sein. Nach zahlreichen juristischen Auseinandersetzungen stellte Knoll die Produktion im Jahr 1950 ein. In den folgenden Jahrzehnten wurde der „Butterfly Chair“ in regelmäßigen Abständen wiederaufgelegt.